# 粗點心戰爭
《粗點心戰爭》是由琴山繪製的日本漫畫作品，連載於小學館《週刊少年Sunday》，從2014年30號起開始連載，2018年20號正式完結。單行本全11卷。
動畫方面，由《週刊少年Sunday》在2015年43號宣布改編成電視動畫，首播時間在2016年1月至3月。2017年8月宣布決定製作第2期，2018年1月至3月首播。

## 故事大綱
「鹿田粗點心店」（日语：シカダ駄菓子屋）開設在某個半島的沿海上，粗點心店老闆鹿田洋的兒子鹿田九夢想成為漫畫家，他的父親卻希望他繼承家業。某日，枝垂企業千金枝垂螢突然造訪，她企圖挖角鹿田洋到她的企業，兩人便達成交換條件：只要九能繼承家業，洋便會到枝垂企業任職。於是枝垂螢開始用各種手段希望九能夠繼承家業，雙方以粗點心為主軸所發展的戀愛喜劇就此開始。

## 登場人物

### 主要人物
枝垂螢（聲：竹達彩奈）
本作女主角。日本知名的粗點心公司「枝垂公司」（枝垂カンパニー）社長的千金，特徵是穿著歌德蘿莉風格的緊身上衣幼吊帶露胸連身短傘裙洋裝、紫色短髮和多重環紋的藍色雙眼，黑色褲襪，還有豐滿的上圍。
平時性格天然呆，但提及攸關粗點心的事情就會燃起鬥志，甚至會為了考究粗點心的事情出國考察。將來會繼承家業，夢想是打造世界第一的點心工廠。為了把鹿田洋挖角到枝垂公司，大老遠地從都市過來，不斷勸誘九繼承家業。喜歡炸薯片包裝的吉祥物「炸薯君」。非常喜歡吃粗點心，買到粗點心的當下就會忍不住立刻吃掉，但是酒量差到連品嘗無摻酒精的仿酒口味粗點心也會產生醉酒情況，玩抽獎性質的粗點心童玩抽獎運不佳。九將其評為「有著成人的身體，卻是小孩般的頭腦」。與九有著微妙的關係。
相當擅長挑版畫，和她哥哥一樣害怕風箏。獲知九參加徵選的漫畫獲獎後，向九表達祝賀兼趁機告白，告知父親將在8月卸任枝垂公司代表，自己將面臨接任公司或自立公司的抉擇。最終話再度於夏天光臨鹿田粗點心店和九再會。
姓名裡的「枝垂」和「螢」分別象徵春季（枝垂櫻）與夏季（螢火蟲）。
鹿田九（聲：阿部敦）
男主角。鹿田粗點心店老闆鹿田洋之子。15歲，高中一年級生，夢想是成為漫畫家。
雙親離異，現時和父親同住。被豆、沙耶、鄰近地區的孩子暱稱「椰子（ココナツ，台灣繁體版翻譯為阿九）」。雖然嘴上說不想繼承粗點心店，但對粗點心有極為豐富的知識。喜歡的女性類型是巨乳女性。不習慣喝咖啡，但喜歡沙耶沖泡的咖啡（認為沙耶沖泡的咖啡適合放糖，甚至可以安然飲盡被沙耶丟進很多方糖的咖啡），不喜歡酸的食物。因為父親和螢的緣故開始學習更多有關粗點心的事情。玩粗點心童玩時抽獎運甚佳，但不擅長講求技巧的童玩。與螢有著微妙的關係。
邂逅螢後，逐漸嘗試將螢和沙耶融入漫畫創作的原型。初次參加漫畫素人徵選時，獲得沙耶和尾張一的支持協助於兩週完工，但被評審以「注意力和敘事能力不足」為由退件，失落之餘被螢安慰。
故事後期，接獲評審告知自己參賽的漫畫獲得獎勵賞與3萬日圓獎金的訊息，向尾張一、豆、沙耶、螢分享這件喜訊，獲知螢將離去，遂向其表達自己的心聲。最後九的漫畫如願獲得漫畫雜誌刊載但多度休刊，被漫畫編劇原林建議修改劇情設定，向父親表態自己不會繼承家裡的點心店，亦告訴沙耶自己須對未來深思熟慮，於升上高中三年級的夏天和螢再度相會。
名字裡的九（ココノツ）和日語裡的椰子（ココナツ）讀音相近，本人亦曾以此調侃自己的名字。
遠藤沙耶（聲：沼倉愛美）
鹿田九的青梅竹馬，遠藤豆的雙胞胎妹妹。特徵是留著金色長髮，耳邊刺有耳洞，在遠藤咖啡店擔任店員為顧客服務，九和螢很喜歡她沖泡的咖啡。平常待人親切，一旦生氣就會變得很可怕。喜歡起司，討厭喝牛奶和被譏笑為貧乳。初期不喜歡甜食，但因為喜歡九，所以會接受九贈與的甜食，加上偶遇騎單車跌落田裡的螢而認識螢，亦逐漸深入瞭解粗點心的事情。
拿手科目是現代文，被九評為「很有教導他人的天賦」，建議九要從事漫畫創作可先從學好語言作基礎。害怕鬼怪和鬼故事。擅長拍洋畫、翻花繩、劍球等童玩，即使是剛接觸的童玩遊戲亦能迅速上手，有時還會發現和開發出食玩的新玩法，連九和螢都對其甘拜下風，被螢稱為「沙耶師傅」。
雖然對九想要成為漫畫家的志願沒有多做評論，但窺見九的漫畫原稿某位角色以她為創作原型而感到意外，唯獨針對九用她做為創作原型的角色身材評語（實為豆自行填寫補充的評語）勃然大怒。隨著九和螢往來頻率逐趨頻繁，對自己的感情產生些許不安全感，擔心九會選擇離開她的身邊。
漫畫後期知曉九與螢之間互有好感。故事尾聲，豆、沙耶、紅豐在九的漫畫開始連載後，成為其忠實讀者。
遠藤豆（聲：鈴木達央）
鹿田九的青梅竹馬，沙耶的雙胞胎哥哥。留著金色短髮，時常戴著墨鏡。家裡經營「遠藤咖啡店」。
稱呼九「椰子（台灣繁體版翻譯為阿八）」，喜歡巨乳女性；與九的學習成績不佳，故兩人必須在暑假期間做暑期補修。平常看似輕浮，喜歡追求異性，情緒激動時墨鏡會自行破碎，但其實有著替朋友著想和義氣的一面。特別調侃沙耶單戀九的事情，經常因為無意間踩到她的禁忌底線和其他事情，招致被她痛扁的下場。螢被沙耶帶回自家沐浴更衣時，意外撞見剛出浴的螢，此後開始深入瞭解粗點心的事。因為偶然間留意沙耶閱讀的雜誌，從此對於有占卜性質的粗點心和童玩產生興趣。出乎意料地擅長製作文字燒，不喜歡酸的食物。
故事尾聲，豆、沙耶、紅豐在九的漫畫開始連載後，成為其忠實讀者。
鹿田洋（聲：藤原啟治）
鹿田粗點心店第八代老闆，鹿田九的父親，粗點心業界的名人。特徵是右額上有一道傷疤，肌肉意外地發達（特技是控制背肌形成ポッチ君的臉）
自幼便在家族經營的鹿田粗點心店成長，很執著粗點心店的將來；但由於單憑經營粗點心店營收有限，所以有時會在外兼差（例如擔任泳池救生員）賺取收入，也會在祭典攤位販售文字燒。妻子返回娘家後，仍思念著和妻子度過的時光。雖然不擅畫圖和敘述故事，但對於漫畫作品會提出專業性的見解，認為九的漫畫作品過度理想化，極力要求九繼承家業成為粗點心店的店主。和螢初見面便十分投緣。被螢指出「擅於和客人交流和締結羈絆，有著經營粗點心店的才能和適應性」。
喜歡飲酒，經常喝至酩酊大醉的程度，仰賴汽水糖解宿醉。初始時反對進入枝垂公司，但是螢提及讓九接續經營店鋪的想法轉而贊同她的觀點，後來甚至會關心九和螢的情感發展。為了推銷自家粗點心而開始在YouTube上傳粗點心介紹影片，但自身敘事技巧差導致影片乏人問津；遂上傳九詳解粗點心的影片，反獲得粗點心愛好者意外的迴響。
和經營大阪燒攤的玉井玉子是多年至交。故事尾聲，面對九執意不繼承家業一事雖感到不滿，仍在九的漫畫獲得連載後，暗底閱讀其創作的漫畫且露出會心微笑。

### 次要人物
尾張一（聲：赤崎千夏）
名校大學中輟的20歳女性。留著略顯凌亂的短髮，配戴眼鏡，左撇子。
原本在校期間考取許多證書，因為個人考量而選擇輟學，在全村便利商店部門研習，但由於其在早晨難起床的特性，導致多次在研習期間遲到被解聘。為了賺取收入，偶然拜訪鹿田粗點心店接受九的面試後，提出願意將全部薪水用來支付房租的條件，獲得鹿田父子收留寄宿在鹿田家，成為粗點心店店員。
個性略顯迷糊冒失，極度嗜睡，有著白晝不容易起床和酒量不佳的一面。雖然對粗點心的知識不多，但在其他方面非常博學且擁有敏銳的洞察力，幫助九思考和改善經營粗點心店的營業方針。英文能力非常好，曾取得TOEIC900分的成績。因鹿田洋製作的粗點心視頻不受好評，因此改由尾張一擔任主講，頗受枝垂螢的好評。
任職鹿田家店員之前曾經是獲頒漫畫界新人賞的新人漫畫家，因為生活環境不佳，所以每次都是拼命完成話數交給漫畫編輯原林。後來原林察覺其生活環境不佳，認為此項因素會嚴重影響一的創作穩定度，便在原林的提議下終止作品連載。後來一參加九的頒獎典禮時，再次和原林再會。
對願意收留她的鹿田父子相當感激，結局時擔任鹿田家的粗點心店臨時店長。
姓名由來出自日語的「結束（終わり））」和「開始（始め）」。
枝垂紅豐（聲：杉田智和）
漫畫第111話初登場。全村便利店菓子濱分店店長。實為枝垂公司社長的長子，螢的兄長。
個性高傲，輕視傳統店鋪，將粗點心店視為應當被淘汰的落後象徵。本被指定為枝垂企業的接班人，但由於本身對傳統粗點心和童玩毫無興趣，遂離開家族企業，以銷售西式點心作為營業目標。為推廣便利商店，於暑假落幕後在鹿田父子的粗點心店對面開設便利商店，因為九的建言察覺自身經營方針有待加強，將九視作競爭對手。和螢重逢後，螢認可紅豐的才能，指出其獨道的觀察視角將有助於枝垂公司發展，不過仍未答應返家繼承家業一事。
和他妹妹一樣害怕風箏，被枝垂螢放出的風箏嚇暈在店門口。隨著和九等人互動，亦逐漸流露感性的一面。漫畫最終話跟著豆與沙耶成為九的漫畫讀者，選擇繼續擔任全村便利店菓子濱分店店長。
玉井玉子（聲：原愛紗實）
經營大阪燒店的女性，鹿田洋的舊友。單身。
個性直率，略帶衝動，是個酒量過人的菸槍暨粗點心愛好者，每年經常趁著廟會祭典和洋互相較量。
原林
擔任漫畫審查評審的男子，其姓氏於漫畫第183話正式提及。
過去曾經擔任尾張一的漫畫審查編輯，察覺其創作潛力，但在發現一是在生活環境不佳的狀況進行創作的實情後，顧及創作穩定度而建議一停止作品連載。
九初次參加漫畫甄選活動時，認為九無論是敘事性與集中力皆有待加強，予以退件前告訴後者其尚年輕，尚有改進空間。時隔一年後，透過電話告知九其參選作品獲得獎勵賞與三萬日圓的消息。最終話在九的漫畫獲得刊載後，負責回饋讀者迴響與建議九的創作方向。
九獲頒漫畫新人賞的頒獎典禮期間，再度和一招呼相會。

### 其他
形抜屋役人（聲：西村知道）

## 出版書籍

### 漫畫
| 冊數 | 小學館         | 小學館                                                  | 東立出版社     | 東立出版社             |
| 冊數 | 發售日期       | ISBN                                                    | 發售日期       | ISBN                   |
| ---- | -------------- | ------------------------------------------------------- | -------------- | ---------------------- |
| 1    | 2014年9月18日  | ISBN 978-4-09-125125-1                                  | 2016年4月1日   | ISBN 978-986-470-181-0 |
| 2    | 2015年3月18日  | ISBN 978-4-09-125399-6                                  | 2016年5月20日  | ISBN 978-986-470-182-7 |
| 3    | 2015年10月18日 | ISBN 978-4-09-126210-3                                  | 2016年8月8日   | ISBN 978-986-470-183-4 |
| 4    | 2015年12月18日 | ISBN 978-4-09-126570-8                                  | 2016年10月28日 | ISBN 978-986-470-184-1 |
| 5    | 2016年5月18日  | ISBN 978-4-09-127160-0 ISBN 978-4-09-159231-6（限定版） | 2017年9月14日  | ISBN 978-986-470-435-4 |
| 6    | 2016年10月23日 | ISBN 978-4-09-127408-3                                  | 2017年10月30日 | ISBN 978-986-482-161-7 |
| 7    | 2017年3月17日  | ISBN 978-4-09-127513-4                                  | 2019年9月16日  | ISBN 978-986-486-007-4 |
| 8    | 2017年8月10日  | ISBN 978-4-09-127681-0                                  | 2020年6月11日  | ISBN 978-986-486-711-0 |
| 9    | 2017年12月18日 | ISBN 978-4-09-127882-1                                  | 2022年3月3日   | ISBN 978-957-26-0467-0 |
| 10   | 2018年2月16日  | ISBN 978-4-09-128083-1                                  | 2024年3月14日  | ISBN 978-957-26-0772-5 |
| 11   | 2018年5月18日  | ISBN 978-4-09-128247-7                                  | 2024年5月13日  | ISBN 978-957-26-1283-5 |

### 官方導讀
粗點心戰爭公式漫迷手冊：和小螢小姐一起玩吧！

| 冊數 | 小學館        | 小學館                 | 東立出版社     | 東立出版社             |
| 冊數 | 發售日期      | ISBN                   | 發售日期       | ISBN                   |
| ---- | ------------- | ---------------------- | -------------- | ---------------------- |
| 全   | 2016年1月18日 | ISBN 978-4-09-126830-3 | 2016年12月16日 | ISBN 978-986-470-938-0 |

### 小說
| 冊數 | 小學館 | 小學館         | 小學館                 |
| 冊數 | 標題   | 發售日期       | ISBN                   |
| ---- | ------ | -------------- | ---------------------- |
| 1    |        | 2015年12月18日 | ISBN 978-4-09-451585-5 |

## 電視動畫
2016年1月至3月播出同名電視動畫。2017年8月宣布決定製作第2期，標題名為《粗點心戰爭2》，2018年1月至3月播出。除了製作人員有些許異動之外，動畫製作公司則從原本製作的Feel.改成手塚製作公司。

### 製作人員
| 職位       | 第1期                                             | 第2期                                             |
| ---------- | ------------------------------------------------- | ------------------------------------------------- |
| 原作       | 《粗點心戰爭》 （小學館「週刊少年Sunday」連載中） | 《粗點心戰爭》 （小學館「週刊少年Sunday」連載中） |
| 導演       | 高柳滋仁                                          | 桑原智                                            |
| 劇本統籌   | 高柳滋仁、加茂靖子                                | 森田真由美                                        |
| 人物設定   | 神本兼利                                          | 三浦菜奈                                          |
| 道具設定   | 佐藤元昭、山本篤史 立田真一（第2話以後）          | 藤井琇苑                                          |
| 美術監督   | 高木佐和子                                        | 柴田正人                                          |
| 色彩設計   | 岩井田洋                                          | 油谷由美                                          |
| 攝影監督   | 本台貴宏                                          | 兒玉純也                                          |
| 剪輯       | 平木大輔                                          | 渡部珠未                                          |
| 音響監督   | 本山哲                                            | 本山哲                                            |
| 音樂       | 大隅知宇、信澤宣明                                | 大隅知宇、信澤宣明                                |
| 音樂製作   | Pony Canyon                                       | Pony Canyon                                       |
| 音樂製作人 | 高畑裕一郎                                        | 橫尾勇亮                                          |
| 製作人     | 田中潤一朗、中目孝昭 大橋智之、吉川敦史           | 田中潤一朗、中目孝昭 大橋智之、吉川敦史           |
| 製作人     | 向田真登、岡本順哉 吉村安博                       | 寺田悠輔、知久敦 西矢泰之、鶴田紀章               |
| 動畫製作人 | 吉田啟祐                                          | 宇田川純男 大塚宏志                               |
| 動畫製作   | feel.                                             | 手塚製作公司                                      |
| 協力製作   | Pony Canyon、小學館、日音 U-NEXT、Ray、LAWSON     | Pony Canyon、小學館、日音 U-NEXT、Ray、LAWSON     |
| 協力製作   | DAX International                                 | Pony Canyon Enterprise                            |
| 製作       | 鹿田粗點心 TBS                                    | 鹿田粗點心2 TBS                                   |

### 主題曲
第1期
片頭曲「Checkmate!?」
作詞：RUCCA，作曲：藤田淳平，編曲：岩橋星實，主唱：MICHI
片尾曲
作詞、作曲、編曲：，主唱：竹達彩奈
第2期
片頭曲
作詞：中村彼方，作曲：Motokiyo，編曲：大久保薰，主唱：竹達彩奈
片尾曲
作詞、作曲：前山田健一，編曲：淺田将明，主唱：蜂蜜火箭

### 原聲音樂
2016年3月16日由Pony Canyon Inc.出版，ASIN：B01B4MPIGS，JAN：4988013540880。
| （CD曲目） | （CD曲目）  | （CD曲目）                           | （CD曲目） |
| 曲序       | 曲目        | 备注                                 | 时长       |
| ---------- | ----------- | ------------------------------------ | ---------- |
| 1.         |             |                                      | 1:36       |
| 2.         | （TV-size） | 作詞、作曲、編曲和主唱參照主題曲一節 | 1:32       |
| 3.         |             |                                      | 1:34       |
| 4.         |             |                                      | 1:41       |
| 5.         |             |                                      | 1:42       |
| 6.         |             |                                      | 1:42       |
| 7.         |             |                                      | 1:28       |
| 8.         |             |                                      | 1:22       |
| 9.         |             |                                      | 1:30       |
| 10.        |             |                                      | 1:32       |
| 11.        |             |                                      | 1:39       |
| 12.        |             |                                      | 1:49       |
| 13.        |             |                                      | 1:29       |
| 14.        |             |                                      | 1:32       |
| 15.        |             |                                      | 1:30       |
| 16.        |             |                                      | 1:38       |
| 17.        |             |                                      | 1:18       |
| 18.        |             |                                      | 1:27       |
| 19.        |             |                                      | 1:37       |
| 20.        |             |                                      | 1:27       |
| 21.        |             |                                      | 1:45       |
| 22.        |             |                                      | 1:44       |
| 23.        |             |                                      | 1:28       |
| 24.        |             |                                      | 1:27       |
| 25.        |             |                                      | 1:34       |
| 26.        |             |                                      | 1:32       |
| 27.        |             |                                      | 1:39       |
| 28.        |             |                                      | 1:29       |
| 29.        |             |                                      | 1:38       |
| 30.        |             |                                      | 1:28       |
| 31.        |             |                                      | 1:27       |
| 32.        |             |                                      | 1:25       |
| 33.        |             |                                      | 1:28       |
| 34.        |             |                                      | 1:40       |
| 35.        |             |                                      | 1:33       |
| 36.        |             |                                      | 1:34       |
| 37.        |             |                                      | 1:28       |
| 38.        |             |                                      | 1:39       |
| 39.        |             |                                      | 1:41       |
| 40.        |             |                                      | 1:23       |
| 41.        |             |                                      | 1:24       |
| 42.        |             |                                      | 1:27       |
| 43.        |             |                                      | 1:31       |
| 44.        |             |                                      | 1:33       |
| 45.        |             |                                      | 1:41       |
| 46.        |             |                                      | 1:39       |
| 47.        |             |                                      | 1:43       |
| 48.        | （TV-size） | 作詞、作曲、編曲和主唱參照主題曲一節 | 1:34       |
| 总时长：   | 总时长：    | 总时长：                             | 75:00      |

### 各話列表
| 話數   | 日文標題                      | 中文標題                     | 劇本              | 分鏡              | 演出              | 作畫監督                                                          | 原作話                                    |
| 第1期  | 第1期                         | 第1期                        | 第1期             | 第1期             | 第1期             | 第1期                                                             | 第1期                                     |
| ------ | ----------------------------- | ---------------------------- | ----------------- | ----------------- | ----------------- | ----------------------------------------------------------------- | ----------------------------------------- |
| 第1話  |                               | 美味棒與炸薯片…              | 加茂靖子          | 高柳滋仁          | 高柳滋仁          | 安田祥子、川島尚 清水直樹                                         | 1號點心、2號點心 3號點心、7號點心 8號點心 |
| 第1話  | 咖啡牛奶糖與迷你甜甜圈…       |                              | 加茂靖子          | 高柳滋仁          | 高柳滋仁          | 安田祥子、川島尚 清水直樹                                         | 1號點心、2號點心 3號點心、7號點心 8號點心 |
| 第2話  |                               | 黃豆粉棒與即溶生啤酒…        | 加茂靖子          | 高柳滋仁          |                   | 中山初繪、山內則康 謝苑倩、佐藤元昭 山本篤史                      | 4號點心、5號點心 11號點心、第12號點心     |
| 第2話  | 口笛糖與拍洋畫…               |                              | 加茂靖子          | 高柳滋仁          |                   | 中山初繪、山內則康 謝苑倩、佐藤元昭 山本篤史                      | 4號點心、5號點心 11號點心、第12號點心     |
| 第3話  |                               | 小豬杯麵與螺旋果凍棒…        | 加茂靖子          | 重本和佳子        | 嵯峨敏            | 山本善哉、門智昭 北村友幸、清水直樹                               | 9號點心、10號點心 20號點心、25號點心      |
| 第3話  | 柚子糖與七色糕…               |                              | 加茂靖子          | 重本和佳子        | 嵯峨敏            | 山本善哉、門智昭 北村友幸、清水直樹                               | 9號點心、10號點心 20號點心、25號點心      |
| 第4話  |                               | 麩菓子與麩菓子…              | 浦畑達彦          | 平峯義大          | 平峯義大          | 、川島尚                                                          | 39號點心 48號點心                         |
| 第4話  | 固力果與固力果…               |                              | 浦畑達彦          | 平峯義大          | 平峯義大          | 、川島尚                                                          | 39號點心 48號點心                         |
| 第5話  |                               | 瓶裝汽水與模範生點心麵…      | 加茂靖子          | 小寺勝之          | 宮崎修司          | 松下郁子、高橋敦子                                                | 16號點心、40號點心 24號點心、29號點心     |
| 第5話  | 抽獎點心麵與小心酸葡萄…       |                              | 加茂靖子          | 小寺勝之          | 宮崎修司          | 松下郁子、高橋敦子                                                | 16號點心、40號點心 24號點心、29號點心     |
| 第6話  |                               | 超繩Q和彈彈子和心動猜拳軟糖… | 橫手美智子        | 重本和佳子        |                   | 山內則康、鎌田均 山村俊了、清水直樹 安田祥子、北村友幸            | 27號點心、42號點心 43號點心、45號點心     |
| 第6話  | 優格乳糖與九…                 |                              | 橫手美智子        | 重本和佳子        |                   | 山內則康、鎌田均 山村俊了、清水直樹 安田祥子、北村友幸            | 27號點心、42號點心 43號點心、45號點心     |
| 第7話  |                               | 夏日祭典與螢…                | 加茂靖子          | 岩崎光洋          | 岩崎光洋          | 佐藤元昭、川島尚 山本篤史、立田真一 北村友幸、村上龍之介          | 53號點心、54號點心 55號點心               |
| 第7話  | 夏日祭典與沙耶…               |                              | 加茂靖子          | 岩崎光洋          | 岩崎光洋          | 佐藤元昭、川島尚 山本篤史、立田真一 北村友幸、村上龍之介          | 53號點心、54號點心 55號點心               |
| 第8話  |                               | 超恐怖故事口香糖與颱風…      | 橫手美智子        | 小寺勝之          |                   | 桝田邦彰、佐藤元昭 清水直樹、村上龍之介 北村友幸、安田祥子 川島尚 | 58號點心 32號點心、15號點心               |
| 第8話  | 劍球與氣泡紙占卜巧克力…       |                              | 橫手美智子        | 小寺勝之          |                   | 桝田邦彰、佐藤元昭 清水直樹、村上龍之介 北村友幸、安田祥子 川島尚 | 58號點心 32號點心、15號點心               |
| 第9話  |                               | 棉花跳跳糖與便便巧克力…      | 浦畑達彥          | 平峯義大          | 平峯義大          | 枡田邦彰                                                          | 28號點心、51號點心 21號點心、18號點心     |
| 第9話  | 櫻花蘿蔔與蛋型冰淇淋…         |                              | 浦畑達彥          | 平峯義大          | 平峯義大          | 枡田邦彰                                                          | 28號點心、51號點心 21號點心、18號點心     |
| 第10話 |                               | 這不是粗點心！               | 加茂靖子          | 鈴木健太郎        | 高柳滋仁          | 川島尚、清水直樹 袴田裕二、鷲北恭太 村上龍之介、江上夏樹          |                                           |
| 第11話 |                               | 可樂口香糖與洋…              | 浦畑達彥 加茂靖子 | 小寺勝之          | 藤井辰巳 高田昌豐 | 松下郁子、緒方浩美 稻津辰宣、丸山匡彥 夏瀨悠里                    | 50號點心 52號點心、13號點心               |
| 第11話 | 醋昆布與彈珠汽水…             |                              | 浦畑達彥 加茂靖子 | 小寺勝之          | 藤井辰巳 高田昌豐 | 松下郁子、緒方浩美 稻津辰宣、丸山匡彥 夏瀨悠里                    | 50號點心 52號點心、13號點心               |
| 第12話 |                               | 要吃了Hi和櫻桃之詩和...      | 浦畑達彥 加茂靖子 | 岩崎光洋 高柳滋仁 | 岩崎光洋          | 井嶋惠子、村上龍之介 川島尚、清水直樹                             | 64號點心、65號點心 68號點心、49號點心     |
| 第12話 | 森永牛奶糖和佐間氏水果糖和... |                              | 浦畑達彥 加茂靖子 | 岩崎光洋 高柳滋仁 | 岩崎光洋          | 井嶋惠子、村上龍之介 川島尚、清水直樹                             | 64號點心、65號點心 68號點心、49號點心     |
| 第2期  |                               |                              |                   |                   |                   |                                                                   |                                           |
| 第1話  |                               | 大炸排和辣椒蒜油義大利麵…    | 森田真由美        | 桑原智            | 吉村文宏          | 中村路之將                                                        | 88號點心、60號點心                        |
| 第2話  |                               | 棒球盤口香糖和波波船…        | 森田真由美        | 桑原智            | 又野弘道          | 齊藤圭太                                                          | 89號點心、90號點心                        |
| 第3話  |                               | 海螺陀螺和回憶…              | 森田真由美        | 桑原智            | 千葉茂            | 千葉茂                                                            |                                           |
| 第4話  |                               | 全壘打棒和煙花大會…          | 森田真由美        | 桑原智            | 小寺勝之          | 薄谷榮之                                                          |                                           |
| 第5話  |                               | 救護車和別嘮嘮~魛魛的…       | 横手美智子        | 桑原智            | 小寺勝之          | 山田桃子                                                          |                                           |
| 第6話  |                               | 便利店和招聘雜誌…            | 横手美智子        | 桑原智            | 前田文夫          | 志生野このみ、久松沙紀 山田桃子、奥村忠美 青木一紀、野田道子      |                                           |
| 第7話  |                               | 尾張一和巧克力球…            | 森田真由美        | 桑原智            | 前園文夫          | 中村路之将                                                        |                                           |
| 第8話  |                               | 卷卷糖和8型巧克力…           | 森田真由美        | 桑原智            | 山口頼房          | アラタハヤト、内田裕 青木一紀、三浦菜奈                           |                                           |
| 第9話  |                               | 上網費和超級彈力球…          | 横手美智子        | 桑原智            | 千葉茂            | 千葉茂                                                            |                                           |
| 第10話 |                               | 紋次郎烏賊乾和漫畫原稿…      | 横手美智子        | 桑原智            | 山口頼房          | Hwang Jin                                                         |                                           |
| 第11話 |                               | 全壘打棒的中獎棒和雪…        | 森田真由美        | 桑原智            | 前園文夫          | 山田桃子                                                          |                                           |
| 第12話 |                               | 我回來了和歡迎回來…          | 森田真由美        | 桑原智            | 前園文夫          | 中村路之将、内田裕 斉藤圭太、青木一紀                             |                                           |

### 播放電視台

#### 第1期
日本深夜動畫：下文記載的日本国内播放時間使用日本標準時間（UTC+9）表示。因為部分時間标识會採用30小时制，因此請留意这类超过24:00的时间，其實際播放時間為翌日清晨。
| 播放地區   | 播放電視台     | 播放日期               | 播放時間                  | 所屬聯播網 | 備註                                                                |
| ---------- | -------------- | ---------------------- | ------------------------- | ---------- | ------------------------------------------------------------------- |
| 關東廣域圈 | TBS電視台      | 2016年1月7日－3月31日  | 星期四 26時16分－26時46分 | TBS電視網  | 製作局                                                              |
| 中京廣域圈 | CBC電視台      | 2016年1月7日－3月31日  | 星期四 27時30分－28時00分 | TBS電視網  |                                                                     |
| 兵庫縣     | SUN電視台      | 2016年1月7日－3月31日  | 星期五 23時30分－24時00分 | 獨立UHF局  |                                                                     |
| 日本全國   | BS-TBS         | 2016年1月9日－4月2日   | 星期日 25時30分－26時00分 | 衛星電視   |                                                                     |
| 日本全國   | TBS Channel 1  | 2016年1月17日－4月12日 | 星期一 25時30分－26時00分 | 衛星電視   | 有重播                                                              |
| 日本全國   | AT-X           | 2016年11月7日－        | 星期一 21時30分－22時00分 | 東京電視網 | 有重播                                                              |
| 日本全國   | U-NEXT         | 2016年1月11日－4月4日  | 星期一 12時00分 更新      | 網路電視   | 協力製作                                                            |
| 日本全國   | Anime放題      | 2016年1月11日－4月4日  | 星期一 12時00分 更新      | 網路電視   |                                                                     |
| 日本全國   | GYAO！         | 2016年1月11日－4月4日  | 星期三 24時00分 更新      | 網路電視   | 第1話免費，第2話起一星期之內免費                                    |
| 日本全國   | 萬代頻道       | 2016年1月11日－4月4日  | 星期三 24時00分 更新      | 網路電視   | 第1話免費，第2話起需付費 付費會員可全部收看                         |
| 日本全國   | niconico生放送 | 2016年1月11日－4月4日  | 星期三 22時30分－23時00分 | 網路電視   |                                                                     |
| 日本全國   | niconico頻道   | 2016年1月20日－4月6日  | 星期三 243時00分 更新     | 網路電視   | 第1話免費，第2話起一星期之內免費後削除 第1話、第2話同時開始進行配信 |

#### 第2期
日本深夜動畫：下文記載的日本国内播放時間使用日本標準時間（UTC+9）表示。因為部分時間标识會採用30小时制，因此請留意这类超过24:00的时间，其實際播放時間為翌日清晨。
| 播放地區   | 播放電視台         | 播放日期               | 播放時間                  | 所屬聯播網 | 備註                                           |
| ---------- | ------------------ | ---------------------- | ------------------------- | ---------- | ---------------------------------------------- |
| 關東廣域圈 | TBS電視台          | 2018年1月11日－3月29日 | 星期四 26時28分－26時43分 | TBS電視網  | 每話15分鐘 後半15分鐘由《酒鬼妹子》填檔        |
| 兵庫縣     | SUN電視台          | 2018年1月12日－3月30日 | 星期五 23時30分－23時45分 | 獨立UHF局  | 每話15分鐘 後半15分鐘由《酒鬼妹子》填檔        |
| 日本全國   | BS-TBS             | 2018年1月13日－3月31日 | 星期六 25時30分－25時45分 | BS放送     | 每話15分鐘 後半15分鐘由《酒鬼妹子》填檔        |
| 日本全國   | TBS Channel 1      | 2018年1月14日－4月1日  | 星期日 25時30分－25時45分 | CS放送     | 每話15分鐘 後半15分鐘由《酒鬼妹子》填檔 有重播 |
| 日本全國   | U-NEXT             | 2018年1月12日－3月30日 | 星期五 12時00分 更新      | 網路電視   | －                                             |
| 日本全國   | Anime放題          | 2018年1月12日－3月30日 | 星期五 12時00分 更新      | 網路電視   | －                                             |
| 日本全國   | dTV                | 2018年1月15日－4月2日  | 星期一 12時00分 更新      | 網路電視   | －                                             |
| 日本全國   | d動畫商城          | 2018年1月15日－4月2日  | 星期一 12時00分 更新      | 網路電視   | －                                             |
| 日本全國   | GYAO！             | 2018年1月15日－4月2日  | 星期一 12時00分 更新      | 網路電視   | －                                             |
| 日本全國   | Amazon Prime Video | 2018年1月15日－4月2日  | 星期一 12時00分 更新      | 網路電視   | －                                             |
| 日本全國   | Rakuten TV         | 2018年1月15日－4月2日  | 星期一 12時00分 更新      | 網路電視   | －                                             |
| 日本全國   | Video Market       | 2018年1月15日－4月2日  | 星期一 12時00分 更新      | 網路電視   | －                                             |
| 日本全國   | niconico頻道       | 2018年1月15日－4月2日  | 星期一 12時00分 更新      | 網路電視   | －                                             |
| 日本全國   | niconico生放送     | 2018年1月15日－4月2日  | 星期一 22時00分－22時15分 | 網路電視   | 每話15分鐘 後半15分鐘由《酒鬼妹子》填檔        |
| 日本全國   | Video Pass         | 2018年1月16日－4月3日  | 星期二 24時00分 更新      | 網路電視   | －                                             |
| 日本全國   | Netflix            | 2018年2月21日－        | 星期一 12時00分 更新      | 網路電視   | －                                             |

### BD／DVD
| 卷數  | 發行日期      | 收錄話數       | 規格編號   | 規格編號   |
| 卷數  | 發行日期      | 收錄話數       | BD         | DVD        |
| 第1季 | 第1季         | 第1季          | 第1季      | 第1季      |
| ----- | ------------- | -------------- | ---------- | ---------- |
| 1     | 2016年3月16日 | 第1話－第2話   | PCXE-50631 | PCBE-55261 |
| 2     | 2016年4月20日 | 第3話－第4話   | PCXE-50632 | PCBE-55262 |
| 3     | 2016年5月18日 | 第5話－第6話   | PCXE-50633 | PCBE-55263 |
| 4     | 2016年6月15日 | 第7話－第8話   | PCXE-50634 | PCBE-55264 |
| 5     | 2016年7月20日 | 第9話－第10話  | PCXE-50635 | PCBE-55265 |
| 6     | 2016年8月17日 | 第11話－第12話 | PCXE-50636 | PCBE-55266 |
| 第2季 |               |                |            |            |
| 上    | 2018年3月21日 | 第1話－第6話   | PCXP-50591 | 不適用     |
| 1     | 2018年3月21日 | 第1話－第4話   | 不適用     | PCBP-53911 |
| 下    | 2018年4月18日 | 第7話－第12話  | PCXP-50592 | 不適用     |
| 2     | 2018年4月18日 | 第5話－第8話   | 不適用     | PCBP-53912 |
| 3     | 2018年5月16日 | 第9話－第12話  | 不適用     | PCBP-53913 |

## 評價
單行本的發售數載電視動畫開播後的2016年1月10日達到了約160萬本。而且在“2016年全国图书店员推荐作品（全國書店員が選んだおすすめコミック2016）” 的排名中達到第五位。之後，單行本的發售數在2016年2月26日累計超過170萬本。
原作單行本的發行數量在動畫發表三月間翻了一倍， 的 排名第七。的排名第一，索尼電腦娛樂一月開播的冬季動畫的第一話排名第一， 排名第三， 在2016年1月18日至1月24日間的動畫觀看數排名第五位。
電視動畫PV公開之後，琴山對其完成度在Twitter頁面上表示讚許，負責枝垂螢配音的竹達彩奈對其抱有很高的期待。

## 外部連結
- WEB Sunday｜粗點心戰爭 （日語）
- 《粗點心戰爭》官方網站｜小學館 （页面存档备份，存于）（日語）
- 電視動畫《粗點心戰爭》TBS電視台官方網站 （页面存档备份，存于） （日語）
- 電視動畫《粗點心戰爭2》TBS電視台官方網站 （页面存档备份，存于） （日語）
- 電視動畫《粗點心戰爭》官方的X（前Twitter） （日語）
- 《巴哈姆特》｜「粗點心的王道那就是...」《粗點心戰爭》千葉縣實景探訪 <2016 來去日本YOSORO~ Day3> （页面存档备份，存于）
- 粗點心戰爭《枝垂螢》的年齡之謎，其實她已邁入中年了？！ （页面存档备份，存于）